# Ada Yaya Bocoum
 (février 2025).
Pour les articles homonymes, voir Bocoum.
Ada Yaya Bocoum
Ada Yaya Bocoum est une architecte burkinabè née à Ouagadougou. Elle est la Présidente de l’Ordre des architectes du Burkina Faso et la vice-présidente chargée de la formation des Fédérations des architectes francophones d’Afrique.

## Biographie

### Etudes & Enfance
Petite, Ada Yaya Bocoum ,,voulait évoluer dans le domaine du stylisme. Elle se dirige vers l’architecture et l’urbanisme après ses études universitaire. Diplômée de l’Ecole africaine des métiers de l’architecture et de l’Urbanisme en 2003, elle débute immédiatement sa carrière dans une agence à Ouagadougou. 
En 2010, elle met en place l’agence Africa Etudes SARL pour offrir aux institutions et aux particuliers des services dans le domaine de l’architecture et de l’urbanisme. 21 ans d’expérience qui lui ont permis d’apporter une contribution reconnue dans la cohérence d’espace publics ou privés. « Je ne me contente pas uniquement de construire avec des briques, je construis aussi avec des mots : je suis aussi architecte de la parole pour mieux servir mon client et aboutir avec lui », disait-elle dans une interview,.
Ada est très active dans les organisations professionnelles et depuis janvier 2022. Elle est aussi membre des clubs Toastmasters du Burkina Faso. Elle est la Présidente de l'Ordre des architectes du Burkina Faso, depuis mai 2023.

## Distinctions
2021: Chevalier de l'ordre du mérite
2023 : Trophée des femmes dans le BTP